# Ludwig von Wissell
Franz Ludwig von Wissell oder Ludwig von Wissel (* 10. Juni 1797 in Langenhagen bei Hannover; † 3. November 1853 in Verden an der Aller) war schleswig-holsteinischer Generalmajor und hannoverischer Oberstleutnant.

## Leben

### Herkunft
Er war der Sohn des kurfürstlich braunschweigisch-lüneburgischen Oberstleutnants Franz Ludwig von Wissell (1739–1810).

### Leben und Militärkarriere
Wissell erhielt seine Ausbildung an der westphälischen Artillerie- und Genieschule in Kassel und wurde kurz von der Schlacht bei Dresden in die Westphälische Armee als Artillerieoffizier übernommen. Anschließend erfolgte der Zusammenbruch des Königreichs Westphalen und Wissell wechselte am 30. November 1813 als Sekondeleutnant der Artillerie in die Königlich Deutsche Legion. Während der Befreiungskriege kämpfte er 1814 bei der Belagerung von Antwerpen und auch 1815 bei Waterloo. Nach dem Krieg und der Auflösung der Legion wechselte er 1816 in Hannoverische Dienste, wo er 1816 zum Premierleutnant aufstieg. Von 1823 bis 1838 war er Mitglied im Generalstab und wurde 1826 zum Hauptmann befördert. Er kehrte zur Artillerie zurück, und diente in der von Victor Lebrecht von Treu entworfenen Artillerie-Schule zu Hannover gemeinsam mit Gerhard von Scharnhorst als erster Lehrer der Bildungseinrichtung.
1846 wurde von Wissell zum Major befördert und war ab 1848 in Hannover in Garnison.
Als es 1848 zu Unruhen in Schleswig-Holstein kam, wurde Wissell vom König Ernst August zur Abstimmung an die Höfe nach Schwerin, Braunschweig und Oldenburg geschickt. Noch im gleichen Jahr kam er zum General Jacobi zur Niederschlagung der Unruhen in Hildesheim. Anschließend wurde er zur Errichtung von Befestigungsanlagen an die Mündungen von Elbe und Weser zum Schutz gegen dänische Angriffe abkommandiert. Im Winter 1848/49 wurde er nach Frankfurt am Main beordert und war hier Mitglied einer Kommission unter dem österreichischen Oberst Ludwig von Kudriaffsky zur Errichtung einer Deutschen Flotte.
Als Hannover Truppen für den ersten schleswigschen Krieg bereitstellte, wurde Wissell zunächst nicht berücksichtigt. Als der Kommandeur der Artillerie (vier Batterien) des X. Armee-Korps krankheitsbedingt ausfiel, erhielt der zum Oberstleutnant beförderte Wissel nun diese Position. Die Provisorische Regierung von Schleswig-Holstein bot ihm die Übernahme des Kriegsdepartement an, was sich aber aufgrund der fehlenden Zustimmung seines Königs nicht realisieren ließ. Im Frühjahr 1850 begannen die Verhandlungen wegen seines Eintrittes in schleswig-holsteinische Dienste von neuem und am 7. Juli genehmigte der König dann doch das Abschiedsgesuch. Wissell wechselte in die Schleswig-Holsteinische Armee und war zunächst als Oberst und später als Generalmajor Kommandeur der Artilleriebrigade. Als solcher kämpfte er 1850 in der Schlacht bei Idstedt und dem Angriff auf Friedrichstadt. Beide Angriff endeten mit Niederlagen und am 1. Februar 1851 übernahmen Kommissare aus Österreich, Preußen und Dänemark die Regierung. Wissell wurde aufgefordert seinen Abschied zu nehmen, was er aber verweigerte. Die Armee wurde am 1. April 1851 aufgelöst; Wissell erhielt ein achtmonatliches Gehalt zugesandt, Pension bekam er aber nicht.
Danach kehrte er nach Hannover zurück, wo noch im April 1851 das Gerücht zu Auswanderungsplänen nach Amerika kursierte und er konnte schließlich ein Auskommen als „Kreiseinnehmer“ die Kassenverwaltung in Verden finden, wo er wenig später am 3. November 1853 am Schlagfluss verstarb.
Wissel war seit 1847 Mitglied der Freimaurerloge „Zum schwarzen Bär im Orient von Hannover“.

### Familie
Wissell heiratete Jeanette von Finckh (1801–1870). Das Paar hatte mehrere Kinder:
- Karl (* 1829), preußischer Oberstleutnant a. D.

⚭ 1864 Emilie von Marschalck (1842–1869)
⚭ Mathilde Guilmar (* 1838)
- Burchard (1827–1874) ⚭ Maria Meyer, sie heiratete später in Kapstadt den Konsul Karl Poppe
- Helene (* 1828), Oberin des St. Georg-Stiftes in Hildesheim

## Schriften
- Interessante Kriegsereignisse der Neuzeit. Verlag der Helwingschen Hofbuchhandlung, Hannover 1843–1846. (Digitalisate: Band 1, Band 2, Band 3)
- Ruhmwürdige Thaten, welche in den letzten Kriegen von Unteroffizieren und Soldaten der englisch-deutschen Legion und der hannoverschen Armee verrichtet sind. Verlag der Helwingschen Hofbuchhandlung, Hannover 1846. (Digitalisat)
- Erlebnisse und Betrachtungen in den Jahren 1848 und 1849 besonders in Beziehung auf Schleswig-Holstein. Aus dem Tagebuche von Ludwig von Wissel [sic!]. Perthes-Besser & Mauke, Hamburg 1851. (Digitalisat) (Digitalisat auf haab-digital.klassik-stiftung.de, abgerufen am 8. März 2025)